# Alfredo López Rojas
Alfredo López Arencibia, a veces referido incorrectamente como López Rojas, (2 de agosto de 1894, Sagua La Grande-20 de julio de 1926, La Habana) fue un dirigente obrero anarcosindicalista, organizador de los tipógrafos y la Federación Obrera de La Habana (FOH).

## Biografía
A los nueve años comenzó a trabajar en un taller tipográfico. Tiempo después emigró a la ciudad de Camagüey buscando mejorar sus condiciones de vida. Más tarde emigró a La Habana, y consiguió un puesto en la imprenta La Mercantil. Allí supo de las luchas sindicales de los trabajadores por mejorar sus condiciones de trabajo. Más tarde conoció a Inocencia Betancourt, la mujer con la cual compartiría el resto de su vida.
La clase obrera cubana se lanzó a la acción impulsada por las pésimas condiciones de vida y de trabajo y la ausencia de libertades democráticas. En 1918 organizó el Comité Pro Primero de Mayo y, bajo su dirección, se realizó un combativo Día de los Trabajadores. Participó en las huelgas que se realizaron ese año y el siguiente, a las que se unieron obreros de la construcción, ferroviarios, tranviarios, tabacaleros y azucareros de Las Villas y Camagüey. Fue Vicepresidente y luego Presidente del sindicato de los tipógrafos. A finales de 1919 organizó una gran huelga en su sector y tres meses después sus demandas fueron cumplidas.
Participó en el Congreso de 1920, donde logró que fueran aprobadas iniciativas para la creación de una Central Sindical y en Solidaridad con la Rusia Soviética. Se declaró a favor de la Revolución Bolchevique. En 1921 estuvo entre los administradores de la Federación Obrera de La Habana (FOH), el cual fue un momento importante en el proceso de unidad del movimiento sindical cubano. Fue el líder de esta organización, ocupando el cargo de secretario general. En 1925 fue figura clave en la fundación de la Confederación Nacional Obrera de Cuba (CNOC). Inauguró la Escuela Racionalista y colaboró con Mella en la Universidad Popular José Martí.
Conoció a Julio Antonio Mella a inicios de 1923, en plena lucha por la Reforma Universitaria. A finales de 1925, Alfredo es llevado a prisión por los tiranos de Machado donde comparte celda con Mella.

## Desaparición y asesinato
Muchos compatriotas lo catalogaron como un hombre de gran valor y capacidad para unir a las masas, incluso algunos llegaron a llamarlo “el hombre de la unidad”. Por el peligro que representaba para su mandato, el general Machado determinó su asesinato. En la noche del 20 de julio de 1926 lo vieron por última vez caminar por la calle Gloria rumbo a Zulueta. Sus restos mortales fueron encontrados varios años después, tras la caída de Machado.
- Datos: Q2381108